# Czernichów (województwo lubuskie)
Czernichów – opuszczona osada leśna w Polsce położona w województwie lubuskim, w powiecie świebodzińskim, w gminie Łagów. Do 1945 roku znajdowała się tu niemiecka leśniczówka.